# Pseudorasbora
Pseudorasbora, è un genere di pesci d'acqua dolce appartenente alla famiglia Cyprinidae.

## Distribuzione e habitat
Tutte le specie sono originarie dell'estremo Oriente, dove sono diffuse nelle acque dolci della Cina: P. parva è diffusa anche in Siberia e Coree mentre P. pumila soltanto nell'arcipelago giapponese. P. parva è stata introdotta in Europa dove si è rivelata essere una specie invasiva.

## Descrizione
Presentano un corpo allungato e idrodinamico, compresso ai fianchi, tipico dei ciprinidi, con dorso convesso e ventre più lineare.

Le dimensioni variano dai 5,5 cm di P. interrupta agli 11,7 di P. elongata.

## Specie
Il genere attualmente comprende 4 specie:
- Pseudorasbora elongata
- Pseudorasbora interrupta
- Pseudorasbora parva
- Pseudorasbora pumila